# 白石達也
白石 達也（しらいし たつや、1974年 - ）は、日本の映像監督、アニメーター。堤幸彦を長く支え、ドラマや映画、アニメ業界で活躍している。代表作に『20世紀少年』3部作、『天空の蜂』『イニシエーション・ラブ』など。

## 経歴
映画、ドラマ志望ではなく、ドキュメンタリーがやりたいという気持ちから制作会社に入社。今日では多くの映画を手掛けているが、ドラマや映画をやりたくてこの世界に入ったのではなく、ドキュメンタリーをやりたくて制作会社に入ったら、たまたまドラマ部門に配属されてしまった。そこから映画やドラマを手掛ける今の白石達也が生まれた。
家族百景のインタビューでは、「ドキュメンタリーをやりたい」と上司に訴え、中国の紀行番組をやることになった。その番組はドキュメンタリー体で作っていたため、違和感を覚えた。それだったら最初から嘘の世界と開き直っているドラマのほうが良いなと思ってドラマの世界に戻ったんです。」と語っている。
2005年、ところともかず監督の元、『HELLSING OVA』のエフェクト作画監督・作画監督としてその名が世間に知られるようになる。その後、2008年には爆発的な人気を博した『20世紀少年』、2010年には『BECK』の映画助監督を務め、2012年にはTBSのコメディ番組『イロドリヒムラ』の監督を務めた。
その後も映画監督である堤幸彦らと共に数々の名映画を生み出し続けている。

## 参加作品

### 実写映画

#### 助監督
2006年
- サイレン 〜FORBIDDEN SIREN〜

2007年
- 自虐の詩

2008年
- 20世紀少年 第1章 終わりの始まり

2009年
- 20世紀少年 第2章 最後の希望
- 20世紀少年 最終章 ぼくらの旗

2010年
- BECK

2011年
- こちら葛飾区亀有公園前派出所 THE MOVIE 〜勝どき橋を封鎖せよ!〜

2012年
- 劇場版 SPEC〜天〜
- エイトレンジャー

2013年
- 劇場版 SPEC〜結〜 漸ノ篇
- 劇場版 SPEC〜結〜 爻ノ篇

2014年
- エイトレンジャー2

2015年
- イニシエーション・ラブ
- 天空の蜂

### ドラマ
2012年
- イロドリヒムラ
- 家族八景 Nanase, Telepathy Girl's Ballad

2013年
- スターマン・この星の恋

2015年
- ヤメゴク～ヤクザやめて頂きます～

### アニメ
2007年
- Devil May Cry（作画監督補佐）
- ロミオ×ジュリエット（作画監督）

2008年
- GUNSLINGER GIRL -IL TEATRINO-（作画監督）

2012年
- HELLSING（演出・エフェクト作画監督）
- ジョジョの奇妙な冒険（エフェクト作画監督）

2013年
- 絶対防衛レヴィアタン（演出・作画監督）
- ダイヤのA（絵コンテ・演出・エフェクト作画監督）
- 劇場版 魔法少女まどか☆マギカ 新編 叛逆の物語（作画監督）

2014年
- Blade&Soul ブレイドアンドソウル（演出）

2015年
- ダイヤのA -SECOND SEASON-（ED4絵コンテ・演出、演出）
- オーバーロード（絵コンテ・演出）

2016年
- ALL OUT!!（演出）
- ドリフターズ（エフェクト作画監督）
- モンスターハンター ストーリーズ RIDE ON（演出）

2018年
- オーバーロードIII（絵コンテ・演出）

2019年
- ダイヤのA actII（絵コンテ・演出）

2021年
- プラチナエンド（演出補佐）

2022年
- リーマンズクラブ（絵コンテ）
- TRIBE NINE（演出）
- BASTARD!! -暗黒の破壊神-（演出）

2023年
- BASTARD!! -暗黒の破壊神-（第2期、絵コンテ・演出・原画）

2024年
- 神は遊戯に飢えている。（監督・絵コンテ・演出）